# 스트리크닌
스트리크닌(영어: strychnine, /ˈstrɪknɪn/)은 독성이 매우 강하고 (LD50 = c. 10 mg/kg), 새나 설치류 같은 작은 척추동물을 죽이기 위해 살충제로 사용되는 무색의 알칼로이드 결정이다. 스트리크닌은 근육 경련을 일으키고 질식이나 탈진으로 결국 사망에 이르게 한다. 가장 일반적인 원천은 스트리크닌 나무의 씨앗이다. 스트리크닌은 알려진 물질 중 가장 쓴 물질의 하나이다. 맛은 1ppm의 농도에서도 느낄 수 있다.

## 약리학
스트리크닌은 척추와 뇌에 있는 리간드 통로의 염화물 채널인 글리신 수용기(GlyR)에 길항제로 작용한다.

스트리크닌은 맹독으로 많이 알려져 있지만, 소량은 완하제(변비약)과 각성제로 쓰이며, 위장병 치료에도 사용된다. 스트리크닌을 "매우 가치 있으며 널리 처방되는 의약품 중 하나" 라고 표현한 1934년판 간호사를 위한 의약품 안내서에도 이 물질의 의학적 유용성은 잘 드러나있다. 특히 각성효과는 운동경기에서 기록 향상에 많이 사용되었으나, 높은 독성과 더불어 발작의 위험이 있기 때문에 더 안전한 대체 의약품이 개발되면서 사용이 중단되었다.
의료용 정량은 1/60 그레인(1.1 mg)과 1/10 그레인(6.4 mg) 단위로 쓰이는데, 일반적인 상황에서의 최고 복용량은 3.2 mg으로 한계 복용량(1/10 그레인, 6.4 mg)의 절반 정도이다.

## 역사
1818년 프랑스 화학자 피에르 조제프 펠티에(Pierre Joseph Pelletier)와 조셉 카방투가 처음으로 스트리크닌을 스트리크노스 이그네이시아의 열매에서 추출하였다. 구조는 1946년 로버트 로빈슨과 헤르만 로이크스가 밝혀냈는데, 1952년 로빈슨은 "스트리크닌은 알려진 화학물질들 중 분자 수준에서 가장 복잡하다"라는 말을 남겼다. 1954년 R. B. 우드워드의 연구팀은 분자를 최초로 전합성했고, 1956년에는 X선 회절을 통하여 자연상태에서의 스트리크닌의 분자구조를 규명하여 1963년에 발표하였다.

## 참고
1. ↑  Retrieved from SciFinder. [May 7, 2018]
2. 1 2 3 4  NIOSH Pocket Guide to Chemical Hazards. “#0570”. 미국 국립 직업안전위생연구소 (NIOSH).
3. ↑  Everett, A. J.; Openshaw, H. T.; Smith, G. F. (1957). “The constitution of aspidospermine. Part III. Reactivity at the nitrogen atoms, and biogenetic considerations”. 《Journal of the Chemical Society》: 1120–3. doi:10.1039/JR9570001120.
4. 1 2  “Strychnine”. 《Immediately Dangerous to Life and Health Concentrations (IDLH)》. National Institute for Occupational Safety and Health (NIOSH).
5. ↑  Purves, Dale, George J. Augustine, David Fitzpatrick, William C. Hall, Anthony-Samuel LaMantia, James O. McNamara, and Leonard E. White (2008). 《Neuroscience. 4th ed.》. Sinauer Associates. 137–8쪽. ISBN 978-0-87893-697-7.
6. ↑  Principal Drugs and Their Uses, A.L. Morton, Faber and Faber, London, 1934
7. ↑  Performance-Enhancing Substances in Sport and Exercise, Michael S. Bahrke and Charles Yesalis, Human Kinetics, 2002, ISBN 0-7360-3679-2 Google Books
8. ↑  Nux Vomica. | Henriette's Herbal Homepage
9. 1 2  Nicolaou, K. C.; E. J. Sorensen (1996). 《Classics in Total Synthesis》. Weinheim, Germany: VCH. 21, 40쪽. ISBN 3-527-29284-5.
10. ↑  R. B. Woodward, Michael P. Cava, W. D. Ollis, A. Hunger, H. U. Daeniker, K. Schenker (1954). “The total synthesis of strychnine”. 《J. Am. Chem. Soc.》 76: 4749. doi:10.1021/ja01647a088.
11. ↑  R. B. Woodward, Michael P. Cava, W. D. Ollis, A. Hunger, H. U. Daeniker, K. Schenker (1963). “The total synthesis of strychnine”. 《Tetrahedron》 19: 247.
12. ↑  “Woodward Synthesis of Strychnine”. 2010년 8월 20일에 원본 문서에서 보존된 문서.